# Cho Yeo-jeong
Cho Yeo-jeong, kor. 조여정 (ur. 10 lutego 1981 w Seulu) – południowokoreańska aktorka.

## Kariera
Na ekranie wystąpiła po raz pierwszy w 1999 roku w południowokoreańskim serialu Namui Sokdo Moreugo.
Przełom w jej karierze nastąpił w 2010 roku, kiedy to wystąpiła w filmie erotycznym zatytułowanym The Servant, którego akcja rozgrywała się w Korei dynastii Joseon. Wiele aktorek odrzuciło propozycję zagrania w filmie, co zostało wykorzystane przez Cho i występ w filmie okazał się kamieniem milowym w jej karierze.
W 2019 roku wcieliła się w rolę Mrs. Park w filmie Parasite. Jej występ został pozytywnie oceniony przez krytyków.

## Nagrody
- 2010 – Blue Dragon Awards (razem z Son Ye-jin)[4]
- 2019 – Screen Actors Guild (za Parasite)[1]